# André Kahn
André Kahn né le 2 mars 1929 à Schirrhoffen (Bas-Rhin) et mort le 31 janvier 2009 à Toulouse,, est un des plus jeunes déportés survivants du camp de concentration d'Auschwitz. 

## Biographie
Déporté à 15 ans et rescapé, il avait pour ami Charles Zelty à Auschwitz en 1944. Il se retrouvèrent à la libération des camps de concentration. Il pesait 25 kilogrammes pour 1,68 m.
Il a participé à des conférences et rencontres[évasif][réf. souhaitée] dans le cadre du devoir de mémoire, avant de décéder en 2009.